# 1974 w informatyce
Kalendarium informatyczne 1974 roku
- kwiecień – ukazał się Intel 8080[1].
- koniec grudnia – ukazał się styczniowy numer „Popular Electronics”, w którym ukazał się artykuł na temat zestawu komputerowego Altair 8800, uchodzącego za pierwszy komputer osobisty w historii[2][3].
- Opracowano standard komunikacyjny TCP/IP[4][5].
- IBM stworzył architekturę sieciową Systems Network Architecture[6].
- Na rynku pojawił się komputer komercyjny 8H firmy Scelbi[6].
- Zaprojektowano mikrokomputer Mark-8[6].